# Gaj (Kobylany)
Gaj – część wsi Kobylany w województwie małopolskim, w  powiecie krakowskim, w gminie Zabierzów.
W latach 1975–1998 Gaj administracyjnie należał do województwa krakowskiego.